# Bernhard Breunig

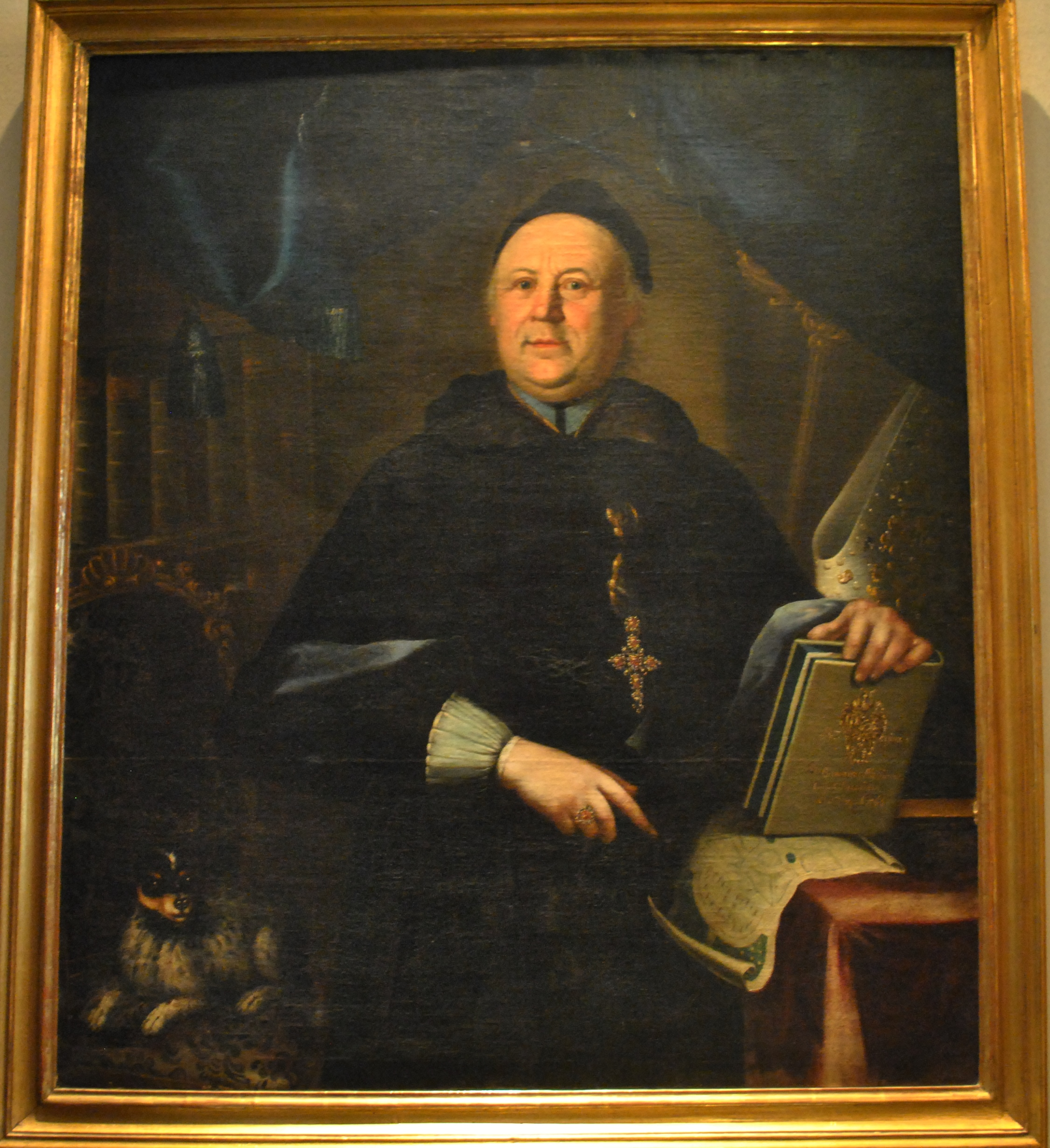
Abt Bernhard Breunig, Ölgemälde von Rosalie Treu, nach dem Original Conrad Geigers

Bernhard Breunig (* 1724 in Volkach; † 1797 in Obertheres) war von 1766 bis 1797 vorletzter Abt des Benediktinerklosters im unterfränkischen Obertheres.

## Leben
Über das Leben des Abtes ist nur sehr wenig bekannt. Gesichert ist, dass er im Jahr 1724 in der würzburgischen Amtsstadt Volkach geboren wurde. Mit ihm verwandt war der Mönch Georg Breunig, der in der Benediktinerabtei Neustadt am Main den Bibliothekskatalog anfertigte. Auch über seine Jugend und Ausbildung ist nichts bekannt, wahrscheinlich trat er bereits in frühen Jahren in das Benediktinerkloster Theres ein.
Nach dem Tod des Abtes Gregor II. Haiger am 20. Februar 1766 wurde der Konvent von Theres dazu aufgefordert, einen neuen Abt zu wählen. Am 7. April 1766 ging Bernhard Breunig als Abt Bernhard I. aus dieser Wahl hervor. Er führte die Abtei zu einer letzten Blüte. Für die Klosterbibliothek ließ der Abt mittels sogenannter Schablonenalphabete kunstvolle liturgische Bücher herstellen. Im Jahr 1783 rief er den Maler Conrad Geiger in die Abtei. Breunig starb im Jahr 1797.